# 克拉斯諾里琴斯凱市鎮
克拉斯诺里琴斯凯镇级市镇（羅馬化：Krasnorichenska selyshchna terytorialna hromada）是乌克兰盧甘斯克州斯瓦托韋區的一个市镇，行政中心为克拉斯諾里琴斯凱。

## 历史沿革
2017年7月14日由原克雷明納區的克拉斯诺里琴斯凯镇拉达、新亚历山德里夫卡村拉达和巴拉尼基夫卡村拉达辖区合并而成。

## 聚居点
该市镇辖1个市级镇（克拉斯諾里琴斯凱）以及下列9个村庄：

### 村庄列表
- 巴拉尼基夫卡
- 赫雷基夫卡
- 扎利曼
- 馬基伊夫卡
- 內夫斯凱
- 新沃佳內
- 新柳比夫卡
- 新亞歷山德里夫卡
- 普洛先卡